# Ernesto Vaser
Ernesto Vaser est un acteur et réalisateur italien né le 31 mars 1876 à Turin et décédé le 23 novembre 1934 à Turin. En France on le connait sous le nom de Fricot.
Il est le frère de l'acteur Ercole Vaser.

## Filmographie
- 1905 : Il cappello nella minestra
- 1906 : Avventura di un ubriaco
- 1906 : Cacciatore millantatore
- 1906 : Come si ama
- 1906 : Cornuto (Cucù suo malgrado)
- 1906 : Il dolce che scappa
- 1906 : Vaser perde il treno
- 1907 : Generous Policeman
- 1907 : Le Téléphone au Moyen-âge
- 1908 : Les Derniers jours de Pompéi
- 1909 : Bonne année
- 1909 : L'Espionne
- 1909 : L'Otage
- 1909 : Le Petit vendéen
- 1909 : Louis XI de Luigi Maggi
- 1909 : Néron
- 1909 : Torquato Tasso
- 1910 : Ballade de la sorcière
- 1910 : Didon abandonnée
- 1910 : Estrellita
- 1910 : Fricot a bu le remède du cheval
- 1910 : Fricot apprend un métier
- 1910 : Fricot au collège
- 1910 : Fricot devient libertin
- 1910 : Fricot employé municipal
- 1910 : Insidious Weapons
- 1910 : L'Esclave de Carthage
- 1910 : La Vierge de Babylone
- 1910 : Le Billet de faveur
- 1910 : Le Secret de bossu
- 1910 : Lutte de deux âmes
- 1910 : Parapluie de Fricot
- 1910 : Why Fricot Was Sent to College
- 1911 : Air Bubbles
- 1911 : Exploits of a Napoleon Admirer
- 1911 : L'Énigme
- 1911 : La Ceinture d'or
- 1911 : La Galandage
- 1911 : La Grosse mouche
- 1911 : La Reine de Ninive
- 1911 : Les Noces d'or de Luigi Maggi et Arturo Ambrosio
- 1911 : Les Tentations de Saint Antoine
- 1911 : Mr. Baumgarten Is Elected Deputy
- 1911 : Robinet e il monocolo della verità
- 1911 : Robinet entre deux feux de Marcel Fabre
- 1911 : Roland le Grenadier
- 1911 : Sixte-Quint
- 1911 : Songe d'un crépuscule d'autumne
- 1911 : Vengeance d'ami
- 1912 : Fricot ai bagni
- 1912 : Fricot amoureaux
- 1912 : Fricot portafortuna
- 1912 : La Corde de l'arc
- 1912 : La Mauvaise herbe
- 1912 : La Mode veut la bord large
- 1912 : La Promesse du ministre
- 1912 : La signorina Robinet
- 1912 : Le Mauvais tour de l'actrice
- 1912 : Mam'zelle Nitouche de Mario Caserini
- 1912 : Nauke étude la mathématique
- 1912 : Robinet, père et fils
- 1912 : The Diamond Earrings
- 1912 : The Wedding Dress
- 1913 : Comment Robinet épousa Robinette
- 1913 : Fricot a froid
- 1913 : Fricot déménage
- 1913 : Fricot et l'extinteur
- 1913 : Fricot et le monument
- 1913 : Fricot ne sa abbastanza
- 1913 : Fricot soffre d'insonnia
- 1913 : Fricot sous les armes
- 1913 : Fricot, émule de Sherlock Holmes
- 1913 : Il duello di Fricot
- 1913 : L'Échelle de Fricot
- 1913 : Le Barbier de Séville
- 1913 : Le Bijou de la reine
- 1913 : Le Chien de la veuve
- 1913 : Le Cœur ne vieillit pas
- 1913 : Le Duel au shrapnell
- 1913 : Le Mariage de Figaro
- 1913 : Le Roman d'une actrice cinématographique
- 1913 : Les Bas de Fricot
- 1913 : Madame Fricot est jalouse
- 1913 : Mon valet de chambre est galanthomme
- 1914 : Da galeotto a marinaio
- 1914 : Fricot e il canarino
- 1914 : Fricot et la grosse caisse
- 1914 : Fricot et les œufs
- 1914 : Fricot vuole la luce
- 1914 : Il rimedio per le donne
- 1914 : La domenica della famiglia Fricot
- 1914 : Le Ménage Fricot n'est pas d'accord
- 1914 : Le Petit Fricot
- 1914 : Les Laitières
- 1915 : Fricot conquistatore
- 1915 : Fricot e il telefono
- 1915 : Fricot e il topo
- 1915 : Fricot e l'articolo
- 1915 : Fricot e la dottoressa
- 1915 : Fricot e la serva
- 1915 : Fricot ha la moglie distratta
- 1915 : Fricot pacifista
- 1915 : Il tesoro della cattedrale
- 1916 : Fricot burattinaio
- 1916 : Fricot cambia paese
- 1916 : Fricot domatore
- 1916 : Fricot e il baule
- 1916 : Fricot e la paglietta
- 1916 : Fricot e le bighe
- 1916 : L'ospite ferito
- 1916 : La Tigresse royale
- 1916 : La trovata del brasiliano
- 1916 : Ombre e bagliori
- 1916 : Val d'olivi
- 1917 : Il fauno
- 1917 : La meridiana del convento
- 1918 : La maschera del barbaro
- 1919 : Fascination
- 1920 : La notte dell'anima d'Armando Carbone

### Réalisateur
- 1912 : La Mode veut la bord large
- 1913 : Fringuelli se la vide brutta
- 1913 : La Cravate de Pinsonnet
- 1913 : La Fête de Pinsonnet
- 1913 : La Malle de la chanteuse
- 1913 : La Première redoute de Pinsonnet
- 1913 : La Vérité avant tout
- 1913 : Le Chien de la veuve
- 1913 : Le Cœur ne vieillit pas
- 1913 : Le Duel au shrapnell
- 1913 : Les Dangers des innovations
- 1913 : Peinture fraîche
- 1913 : Pinsonnet et Virginie
- 1914 : Da galeotto a marinaio
- 1914 : Il rimedio per le donne
- 1914 : Les Laitières
- 1916 : L'ospite ferito
- 1916 : La commissione di sor Preciso
- 1916 : Ombre e bagliori
- 1918 : Mezzanotte